# Виклунн, Рагне
Рагне Виклунд (норв. Ragne Wiklund; род. 9 мая 2000, Осло) — норвежская конькобежка, специализирующаяся в беге на 1500 и 3000 метров. Участница зимних Олимпийских игр 2022 года, 2-кратная чемпионка мира и 2-кратная серебряный призёр, двукратная призёр чемпионатов Европы. 9-кратная чемпионка Норвегии на отдельных дистанциях. Рекордсменка Норвегии на дистанции 5000 м. Выступает за команду "Aktiv SK" Осло.

## Карьера
Рагне Виклунд родилась в Осло, где и начала кататься на коньках в возрасте 4-х лет, видя как её подруга занималась конькобежным спортом. Рагне также занималась спортивным ориентированием и представляла свою страну на чемпионате мира среди юниоров 2018 года, где выиграла бронзу в эстафете.
Она тренируется под руководством канадца Джереми Уотерспуна и голландца Бьярне Рюкье.
Её первые соревнования начались в 2008 году, а в 2013 году стала серебряным и бронзовым призёром на чемпионате Норвегии среди юниоров на дистанциях 1000 и 500 м. В 2016 году заняла 2-е место в многоборье на юниорском чемпионате страны и через год выиграла как классическое, так и спринтерское многоборье. В сезоне 2016/17 дебютировала на Кубке мира среди юниоров и на чемпионате мира среди юниоров. В 2018 году Рагне стала 2-й на чемпионате Норвегии на дистанции 5000 м и выиграла многоборье среди юниоров.
На чемпионате мира по конькобежному спорту 2019 года среди юниоров, Рагне Виклунд завоевала золотую медаль на дистанции 3000 метров. Также заняла 3-е место в забеге на 1500 м и в многоборье. В том же году приняла участие на взрослом чемпионате мира в Инцелле, где стала 15-й на дистанции 1500 метров. В ноябре 2020 года она впервые стала чемпионкой Норвегии на дистанциях 3000 и 5000 м и вошла в состав сборной Норвегии.
На чемпионате Европы 2021 года в классическом многоборье заняла шестое место. На взрослый чемпионат мира 2021 года в Херенвене завоевала золотую медаль на дистанции 1500 метров с личным рекордом 1:54.61 сек. Эта победа стала первой для женской Норвегии на чемпионатах мира за 83 года.. Рагне также участвовала в командной гонке преследования, где стала 4-й. Такое же место норвежка заняла на дистанции 3000 метров, а в беге на 5000 метров стала 6-й.
В марте 2021 года Рагне выиграла на 4-х дистанциях чемпионата Норвегии. В сезоне 2021/22 на 2-м и 3-м этапах Кубка мира она впервые попала на подиум, заняв 3-е место на 5000 м в Ставангере и на 3000 м в Солт-Лейк-Сити. В январе 2022 года выиграла серебряную медаль на чемпионате Европы в Херенвене в командной гонке, а в феврале на зимних Олимпийских играх в Пекине заняла 5-е место на дистанциях 3000 и 5000 м, 6-е в командной гонке, 12-е в забеге на 1500 м и 18-е на 1000 м.
На чемпионате мира в Хамаре поднялась на 4-е место в сумме многоборья. В марте на 5-м этапе Кубка мира в Херенвене заняла 3-е место в забеге на 1500 м и 2-е на 3000 м. Сезон 2022/23 Рагне начала с 3-х золотых медалей на чемпионате Норвегии, следом на этапе Кубка мира в Ставангере выиграла золотую медаль в беге на 3000 м и стала 2-й на 1500 м, на 2-м этапе Кубка мира в Херенвене заняла 3-е место в забеге на 3000 м, а в Калгари победила на этой дистанции, обойдя таких соперников, как Марейке Груневауд и Антоинетту Рейпму-де Йонг.
В январе 2023 года на чемпионате Европы в Хамаре завоевала серебряную медаль в сумме многоборья. В марте на чемпионате мира на отдельных дистанциях в Херенвене Рагне стала двукратной чемпионкой мира, победив в забеге на 3000 метров. 5 марта Рагне выиграла ещё две серебряные медали на дистанциях 1500 и 5000 м.

## Личная жизнь
Рагне Виклунд поклонница здоровой пищи, любит морепродукты, жаренную картошку с лососем. Она является брендом компании "Lerøy". Окончила в 2022 году Норвежский университет естественных и технических наук в Осе и получила степень бакалавра в области энергетики и физики окружающей среды.

## Спортивные достижения
| Год  | Чемпионат Европы многоборье | Чемпионат Европы отдельные дистанции    | Чемпионат мира (многоборье) | Чемпионат мира (отдельные дистанции)                | Олимпийские игры               | Чемпионат мира юниоры                                                                       |
| ---- | --------------------------- | --------------------------------------- | --------------------------- | --------------------------------------------------- | ------------------------------ | ------------------------------------------------------------------------------------------- |
| 2017 |                             |                                         |                             |                                                     |                                | 33e 500 м 12e 1000 м 8e 1500 м 5e 3000 м 7e многоборье 6e масс-старт 6e командный спринт    |
| 2018 |                             |                                         |                             |                                                     |                                | 25e 500 м 17e 1000 м 13e 1500 м 9e 3000 м 10e многоборье 14e масс-старт 6e командный спринт |
| 2019 | NC11 (8e, 10e, 9e, -)       |                                         | NC21 (17e, 20e, 21e, -)     | 19e 1500 м                                          |                                | 15e 500 м · 4e 1000 м · 1500 м · 3000 м · многоборье · командный спринт                     |
| 2020 |                             | 17e 1500 м                              |                             |                                                     |                                |                                                                                             |
| 2021 | 6e (13e, 6e, 7e, 6e)        |                                         |                             | 1500 м · 4e 3000 м · 6e 5000 м · 4e командная гонка |                                |                                                                                             |
| 2022 |                             | 5e 1500 м · 4e 3000 м · командная гонка |                             |                                                     | 12e 1500 м 5e 3000 м 5е 5000 м |                                                                                             |

NC = не отобралась на заключительную дистанцию